# Individualismo y Orden Económico
Individualismo y Orden Económico (en inglés, Individualism and Economic Order) es un libro escrito por Friedrich Hayek, el cual consiste en un compendio de ensayos originalmente publicados en las décadas de 1930 y 1940. En la obra se discuten temas que van desde la filosofía moral hasta los métodos de las ciencias sociales y la teoría económica para contrastar los mercados libres con las economías planificadas.